# Sajania monstrosa
Sajania monstrosa là một loài thực vật có hoa trong họ Hoa tán. Loài này được Pimenov miêu tả khoa học đầu tiên năm 1974.